# Movimiento Democrático Unido
El Movimiento Democrático Unido (en inglés: United Democratic Movement) es un partido político sudafricano de ideología socialdemócrata fundado en septiembre de 1997 por Bantu Holomisa. Tiene una plataforma antiseparatista e individualista, rechazando la división racial del país. 
Desde su fundación ha experimentado un decrecimiento progresivo en votos y escaños. En 2014 percibió un ligero crecimiento de votos y retuvo sus escaños. Al igual que muchos partidos socialdemócratas, se ha fortalecido de las deserciones sufridas por el Congreso Nacional Africano (ANC). Mantuvo un representante en la cámara alta, el Consejo Nacional de las Provincias, desde su fundación, pero lo perdió en las elecciones de 2019. También forma parte de los gobiernos municipales de coalición liderados por Alianza Democrática (DA) en Nelson Mandela Bay (donde tiene el puesto del vicealcalde) y Johannesburgo.

## Resultados electorales
|  | 3.42 % |

|  | 2.30 % |

|  | 0.85 % |

|  | 1.00 % |

|  | 0.45 % |